# Joseph Stone, Baron Stone
Joseph Ellis Stone, Baron Stone Kt MRCS LRCP (Geburtsname: Joseph Ellis Silverstone; * 27. Mai 1903; † 17. Juli 1986) war ein britischer Arzt, der als langjähriger persönlicher Arzt von Premierminister Harold Wilson tätig war und 1976 als Life Peer aufgrund des Life Peerages Act 1958 Mitglied des House of Lords wurde.

## Leben
Stone absolvierte nach dem Schulbesuch ein Studium der Medizin und war nach Abschluss des Studiums mit einem Bachelor of Medicine, Bachelor of Surgery (M.B.B.S.) als Allgemeinmediziner tätig. Nach Ausbruch des Zweiten Weltkrieges trat er am 28. September 1940 als Leutnant seinen Militärdienst im Royal Army Medical Corps (RAMC) an.
Nach Kriegsende war Stone wieder als Allgemeinmediziner tätig. Später wurde er persönlicher Arzt von Harold Wilson, der zwischen 1964 und 1970 sowie erneut von 1974 bis 1976 Premierminister war. Am 4. August 1970 wurde Stone, der auch Mitglied des Royal College of Surgeons of England und Lizenziat des Royal College of Physicians (LRCP) war, zum Knight Bachelor geschlagen und führte danach den Namenszusatz „Sir“.
Durch ein Letters Patent vom 24. Juni 1976 wurde aufgrund des Life Peerages Act 1958 als Life Peer mit dem Titel Baron Stone, of Hendon in Greater London, in den Adelsstand erhoben und gehörte bis zu seinem Tod dem House of Lords als Mitglied an. Seine offizielle Einführung (House of Lords) erfolgte am 14. Juli 1976 mit Unterstützung durch Frank Pakenham, 7. Earl of Longford und seinen Bruder Arnold Silverstone, der am 5. März 1975 als Life Peer mit dem Baron Ashdown, of Chelwood in the County of East Sussex ebenfalls Mitglied des Oberhauses geworden war.